# Fos Fischer
Fos Bastiaan Fischer is een personage uit de Nederlandse soapserie Goede tijden, slechte tijden.
Fos kwam samen met zijn twee zussen naar Meerdijk om bij hun tante Barbara Fischer te wonen, omdat hun vader voor werk twee jaar naar Saoedi-Arabië moest. Wanneer Fos in Meerdijk komt wordt hij hevig verliefd op de veel oudere Janine Elschot, die dit vanzelfsprekend niet kan beantwoorden en hem tactvol afwijst. 
Later woonde hij alleen bij zijn tante want Florien Fischer is gaan studeren in Miami en Fay was al snel na aankomst in Nederland gaan studeren in Duitsland.
Later krijgt Fos een relatie met Skylar voor wie hij zijn familie verlaat om op wereldreis te gaan.

## Familiebetrekkingen
- Bas Fischer (vader)
- Merel Fischer (moeder; overleden)
- Florien Fischer (zus)
- Fay Fischer (zus)
- Charlotte Fischer (oma; overleden)
- Barbara Fischer (tante)
- Valerie Fischer (tante; overleden)
- Charlie Fischer (nicht)
- Morris Fischer (neef)
- Jonas Alberts (neef; overleden)
- Valentijn Sanders (achterneefje)